# Avorriment

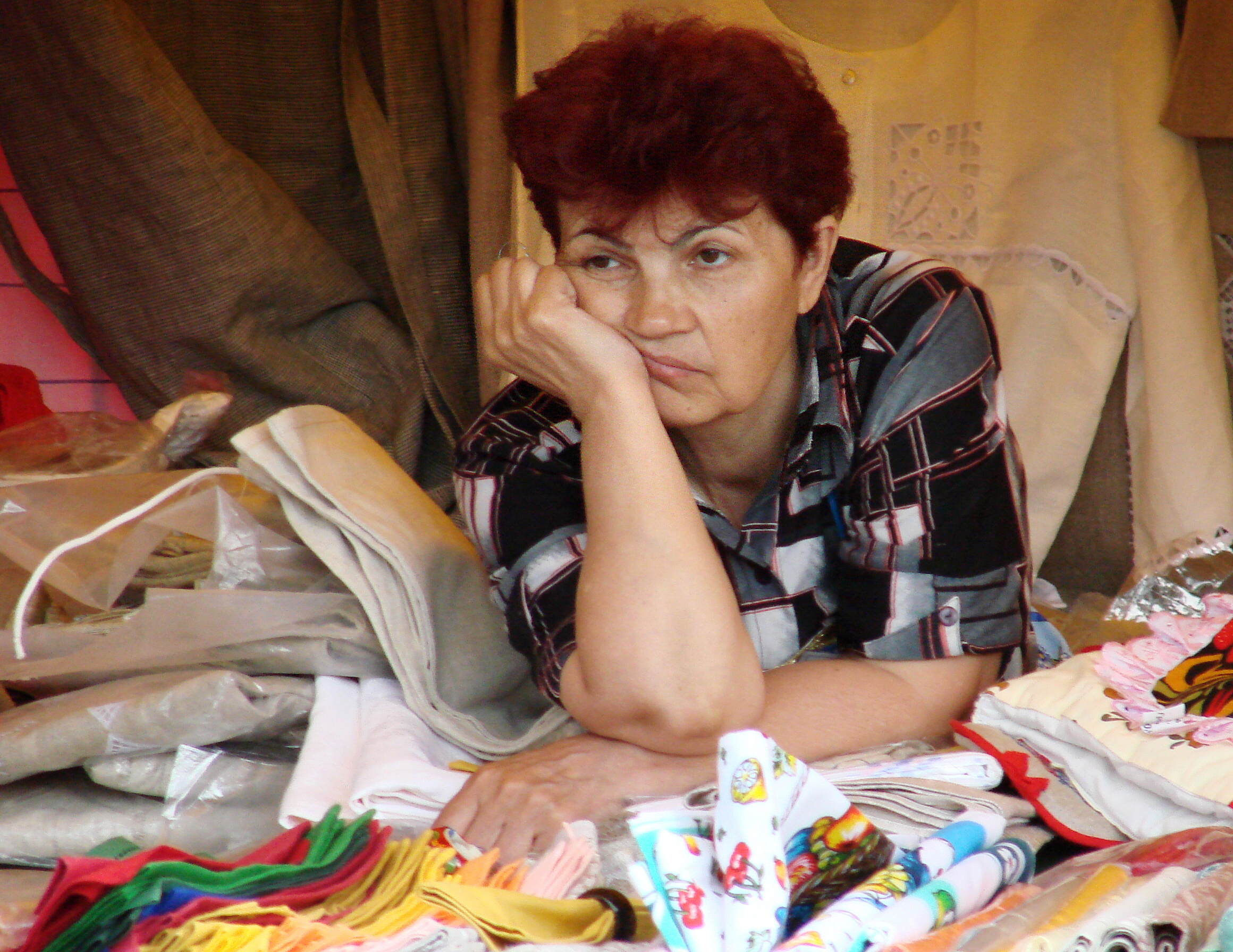
Venedora russa avorrida.

L'avorriment (del llatí ab- + horrere, horror) tedi o fastig [fəstíʧ] és un sentiment desagradable basat en la rutina, en la manca de sentit i interès del que passa al voltant de la persona o de l'activitat que aquesta realitza. Quan és un estat molt freqüent pot ser un símptoma de depressió. Un sinònim pot ser tedi i l'antònim la diversió. Pot tenir tres variants: la manca d'una activitat desitjada, la permanència obligada en una tasca no desitjada i la falta de motivació general. Físicament, es lliga a l'ansietat (el cos percep l'estat com a desagradable i busca quelcom que el faci sortir d'aquella situació) o bé als badalls per l'absència de moviment.
En literatura, l'ennui o spleen (termes en francès i anglès respectivament) és un tema habitual a partir del romanticisme. El protagonista pateix perquè el seu entorn no el pot satisfer, busca el plaer, l'elevació, però no l'aconsegueix, tot el cansa i avorreix. Autors com Charles Dickens, Charles Baudelaire o Arthur Schopenhauer li han dedicat moltes planes. Els afectats d'avorriment crònic, en les seves històries, són gent que ja té cobertes les necessitats materials i que no aconsegueix omplir-ne les altres, ni amb relacions ni amb activitats.
En un aprenentatge o treball es lliga a un objectiu inadequat: hom es pot avorrir perquè la tasca és massa fàcil o repetida o bé massa allunyada de les pròpies capacitats o interessos i, per tant, impossible de vincular efectivament.